# El Camarón, Santa María Colotepec
El Camarón är en ort i Mexiko.   Den ligger i kommunen Santa María Colotepec och delstaten Oaxaca, i den sydöstra delen av landet, 500 km sydost om huvudstaden Mexico City. El Camarón ligger 31 meter över havet och antalet invånare är 152.
Terrängen runt El Camarón är kuperad åt nordost, men åt sydväst är den platt. El Camarón ligger nere i en dal. Runt El Camarón är det ganska glesbefolkat, med 43 invånare per kvadratkilometer. Närmaste större samhälle är Puerto Escondido, 8,6 km väster om El Camarón. Omgivningarna runt El Camarón är en mosaik av jordbruksmark och naturlig växtlighet.